# Giro del Lussemburgo 1974
Il Giro del Lussemburgo 1974, trentottesima edizione della corsa, si svolse dal 13 al 17 giugno su un percorso di 686 km ripartiti in 4 tappe più un cronoprologo, con partenza a Lussemburgo e arrivo a Esch-sur-Alzette. Fu vinto dal belga Freddy Maertens della Carpenter-Confortluxe-Flandria davanti ai suoi connazionali Frans Verbeeck e Herman Van Springel.

## Tappe
| Tappa  | Data      | Percorso                                    | km  | Vincitore di tappa             | Leader cl. generale |
| ------ | --------- | ------------------------------------------- | --- | ------------------------------ | ------------------- |
| Prol.  | 13 giugno | Lussemburgo > Lussemburgo (cron. a squadre) | 6   | Carpenter-Confortluxe-Flandria |                     |
| 1ª     | 14 giugno | Lussemburgo > Bettembourg                   | 173 | Freddy Maertens                | Freddy Maertens     |
| 2ª     | 15 giugno | Bettembourg > Echternach                    | 169 | Freddy Maertens                | Freddy Maertens     |
| 3ª     | 16 giugno | Echternach > Diekirch                       | 169 | Frans Verbeeck                 | Freddy Maertens     |
| 4ª     | 17 giugno | Diekirch > Esch-sur-Alzette                 | 169 | Willy Teirlinck                | Freddy Maertens     |
| Totale | Totale    | Totale                                      | 686 |                                |                     |

## Dettagli delle tappe

### Prologo
- 13 giugno: Lussemburgo > Lussemburgo (cron. a squadre) – 6 km

| Pos. | Squadra                        | Tempo  |
| ---- | ------------------------------ | ------ |
| 1    | Carpenter-Confortluxe-Flandria | 36'45" |
| 2    | Watney-Maes Pils               | a 5"   |
| 3    | Ijsboerke-Colner               | a 17"  |

| Pos. | Corridore | Squadra | Tempo |
| ---- | --------- | ------- | ----- |

### 1ª tappa
- 14 giugno: Lussemburgo > Bettembourg – 173 km

| Pos. | Corridore       | Squadra   | Tempo    |
| ---- | --------------- | --------- | -------- |
| 1    | Freddy Maertens | Carpenter | 4h30'37" |
| 2    | Gerben Karstens | Bic       | a 2"     |
| 3    | Frans Verbeeck  | Watney    | a 4"     |

| Pos. | Corridore       | Squadra   | Tempo |
| ---- | --------------- | --------- | ----- |
| 1    | Freddy Maertens | Carpenter |       |

### 2ª tappa
- 15 giugno: Bettembourg > Echternach – 169 km

| Pos. | Corridore       | Squadra   | Tempo    |
| ---- | --------------- | --------- | -------- |
| 1    | Freddy Maertens | Carpenter | 4h23'10" |
| 2    | Frans Verbeeck  | Watney    | a 2"     |
| 3    | Michael Wright  | Sonolor   | a 4"     |

| Pos. | Corridore       | Squadra   | Tempo |
| ---- | --------------- | --------- | ----- |
| 1    | Freddy Maertens | Carpenter |       |

### 3ª tappa
- 16 giugno: Echternach > Diekirch – 169 km

| Pos. | Corridore       | Squadra   | Tempo    |
| ---- | --------------- | --------- | -------- |
| 1    | Frans Verbeeck  | Watney    | 4h23'25" |
| 2    | Freddy Maertens | Carpenter | a 2"     |
| 3    | Marc Demeyer    | Carpenter | s.t.     |

| Pos. | Corridore       | Squadra   | Tempo |
| ---- | --------------- | --------- | ----- |
| 1    | Freddy Maertens | Carpenter |       |

### 4ª tappa
- 17 giugno: Diekirch > Esch-sur-Alzette – 169 km

| Pos. | Corridore       | Squadra      | Tempo    |
| ---- | --------------- | ------------ | -------- |
| 1    | Willy Teirlinck | Sonolor      | 4h19'41" |
| 2    | Jan Krekels     | Tim Oil-Novy | a 17"    |
| 3    | Freddy Maertens | Carpenter    | a 19"    |

| Pos. | Corridore           | Squadra   | Tempo     |
| ---- | ------------------- | --------- | --------- |
| 1    | Freddy Maertens     | Carpenter | 17h37'14" |
| 2    | Frans Verbeeck      | Watney    | a 5"      |
| 3    | Herman Van Springel | M.I.C.    | a 14"     |

## Classifiche finali

### Classifica generale
| Pos. | Corridore           | Squadra                        | Tempo     |
| ---- | ------------------- | ------------------------------ | --------- |
| 1    | Freddy Maertens     | Carpenter-Confortluxe-Flandria | 17h37'14" |
| 2    | Frans Verbeeck      | Watney-Maes Pils               | a 5"      |
| 3    | Herman Van Springel | M.I.C.-Ludo-De Gribaldy        | a 14"     |
| 4    | Bernard Bourreau    | Peugeot-BP-Michelin            | s.t.      |
| 5    | Marc Demeyer        | Carpenter-Confortluxe-Flandria | a 41"     |
| 6    | Ludo Van Staeyen    | Watney-Maes Pils               | a 42"     |
| 7    | Johny Schleck       | Bic                            | s.t.      |
| 8    | Willy Van Neste     | Sonolor-Gitane                 | s.t.      |
| 9    | Michel Pollentier   | Carpenter-Confortluxe-Flandria | s.t.      |
| 10   | Ronald De Witte     | Carpenter-Confortluxe-Flandria | s.t.      |